# Demelodos iheringi
Demelodos iheringi är en spindelart som beskrevs av Cândido Firmino de Mello-Leitão 1943. Demelodos iheringi ingår i släktet Demelodos och familjen Trechaleidae. Inga underarter finns listade i Catalogue of Life.